# Teoría del control

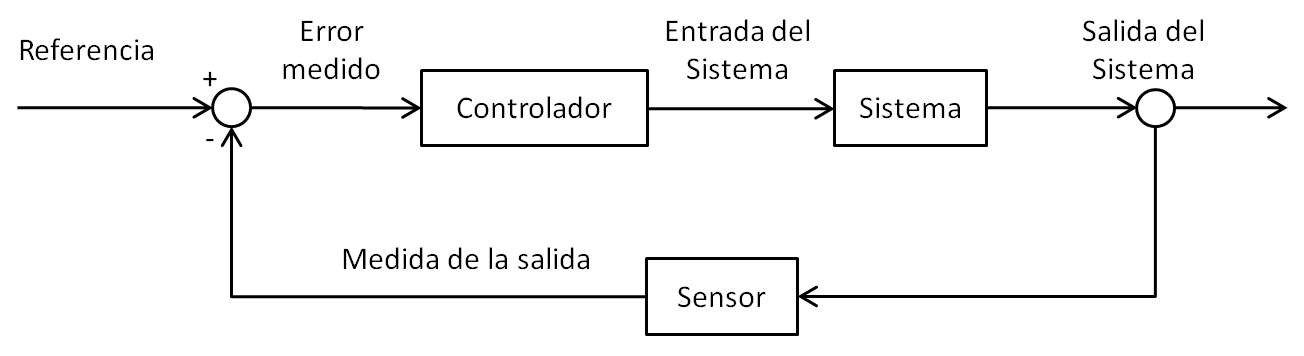
El concepto de bucle de control para controlar el comportamiento dinámico de la referencia: se trata de realimentación negativa, pues al valor registrado se le resta el valor deseado para crear la señal de error, que es amplificada por el controlador.

La teoría del control es un campo interdisciplinario de la ingeniería y las matemáticas, que tiene que ver con el comportamiento  de sistemas dinámicos. A la entrada de un sistema se le llama referencia. Cuando una o más variables de salida de un sistema necesitan seguir cierta referencia sobre el tiempo, un controlador manipula la entrada al sistema para obtener el efecto deseado en la salida del sistema (realimentación).
La realimentación puede ser negativa (regulación autocompensatoria) o positiva (efecto "bola de nieve" o "círculo vicioso"). Es de gran importancia en el estudio de la ecología trófica y de poblaciones.
La teoría de control se ocupa del "sistema de control" de los "sistemas dinámicos" en los procesos y máquinas de ingeniería. El objetivo es desarrollar un modelo o algoritmo que gobierne la aplicación de las entradas del sistema para conducirlo a un estado deseado, minimizando cualquier retardo, sobreimpulso o error de estado estacionario y asegurando un nivel de control estabilidad; a menudo con el objetivo de alcanzar un grado de optimidad.
Para ello, se requiere un controlador con el comportamiento correctivo necesario. Este controlador monitoriza la variable de proceso controlada (PV), y la compara con la referencia o punto deseado (punto de set) (SP). La diferencia entre el valor real y el deseado de la variable del proceso, denominada señal de error, o error SP-PV, se aplica como realimentación para generar una acción de control que lleve la variable del proceso controlada al mismo valor que el punto de consigna. Otros aspectos que también se estudian son la controlabilidad y la observabilidad. Esta es la base del tipo avanzado de automatización que revolucionó la fabricación, la aviación, las comunicaciones y otras industrias. Se trata del control por retroalimentación, que consiste en tomar medidas mediante un sensor y realizar ajustes calculados para mantener la variable medida dentro de un rango establecido mediante un "elemento de control final", como una válvula de control.
Se suele hacer un amplio uso de un estilo diagramático conocido como diagrama de bloques. En él la función de transferencia, también conocida como función del sistema o función de red, es un modelo matemático de la relación entre la entrada y la salida basado en las ecuaciones diferenciales que describen el sistema.
La teoría de control data del siglo XIX, cuando la base teórica del funcionamiento de los gobernadores fue descrita por primera vez por James Clerk Maxwell. La teoría de control fue impulsada por Edward Routh en 1874, Charles Sturm y en 1895, Adolf Hurwitz, quienes contribuyeron al establecimiento de criterios de estabilidad de control; y a partir de 1922, el desarrollo de la teoría de control PID por Nicolas Minorsky.
Aunque una de las principales aplicaciones de la teoría de control matemática es en la ingeniería de sistemas de control, que se ocupa del diseño de sistemas de control de procesos para la industria, otras aplicaciones van mucho más allá. Como teoría general de los sistemas de retroalimentación, la teoría de control es útil dondequiera que se produzca la retroalimentación - por lo que la teoría de control también tiene aplicaciones en las ciencias de la vida, la ingeniería informática, la sociología y la investigación de operaciones.

## Historia
Aunque los sistemas de control de diversos tipos se remontan a la antigüedad, un análisis más formal del campo comenzó con un análisis de la dinámica del regulador centrífugo, realizado por el físico James Clerk Maxwell en 1868, titulado Sobre los reguladores. Ya se utilizaba un regulador centrífugo para regular la velocidad de los molinos de viento. Maxwell describió y analizó el fenómeno de autooscilación, en el que los retardos en el sistema pueden llevar a una sobrecompensación y a un comportamiento inestable. Esto generó una oleada de interés en el tema, durante la cual el compañero de clase de Maxwell, Edward John Routh, resumió los resultados de Maxwell para la clase general de sistemas lineales. Independientemente, Adolf Hurwitz analizó la estabilidad del sistema utilizando ecuaciones diferenciales en 1877, dando lugar a lo que hoy se conoce como el teorema de Routh-Hurwitz.
Una aplicación notable del control dinámico fue en el área de los vuelos con tripulación. Los hermanos Wright realizaron sus primeros vuelos de prueba con éxito el 17 de diciembre de 1903, y se distinguieron por su capacidad de controlar sus vuelos durante periodos considerables (más que por la capacidad de producir sustentación de un avión, que era conocida). Era necesario un control continuo y fiable del avión para que los vuelos duraran más de unos pocos segundos.
En la Segunda Guerra Mundial, la teoría del control se convirtió en un importante campo de investigación. Irmgard Flügge-Lotz desarrolló la teoría de los sistemas de control automático discontinuo, y aplicó el control Sí/No al desarrollo de equipo de control de vuelo automático para aviones. Otros ámbitos de aplicación de los controles discontinuos son los sistemas de control de disparo de proyectiles, sistemas de guiado de misiles y electrónica.
En ocasiones, se utilizan métodos mecánicos para mejorar la estabilidad de los sistemas. Por ejemplo, los estabilizadores de barco son aletas montadas bajo la línea de flotación y que emergen lateralmente.  En los buques contemporáneos, pueden ser aletas activas controladas giroscópicamente, que tienen la capacidad de cambiar su ángulo de ataque para contrarrestar el balanceo causado por el viento o las olas que actúan sobre el buque.
La carrera espacial también dependía de un control preciso de las naves espaciales, y la teoría de control también ha visto un uso creciente en campos como la economía y la inteligencia artificial. Aquí, se podría decir que el objetivo es encontrar un modelo interno que obedezca al teorema del buen regulador. Así, por ejemplo, en economía, cuanto más exactamente un modelo de comercio (de acciones o de materias primas) represente las acciones del mercado, más fácilmente podrá controlar ese mercado (y extraer "trabajo útil" (beneficios) de él). En el ámbito de la IA, un ejemplo podría ser un chatbot que modele el estado del discurso de los seres humanos: cuanto más exactamente pueda modelar el estado humano (por ejemplo, en una línea de asistencia telefónica), mejor podrá manipular al ser humano (por ejemplo, para que realice las acciones correctivas para resolver el problema que causó la llamada telefónica a la línea de asistencia).  Estos dos últimos ejemplos toman la estrecha interpretación histórica de la teoría de control como un conjunto de ecuaciones diferenciales que modelan y regulan el movimiento cinético, y la amplían a una vasta generalización de un regulador que interactúa con una planta o equipo.

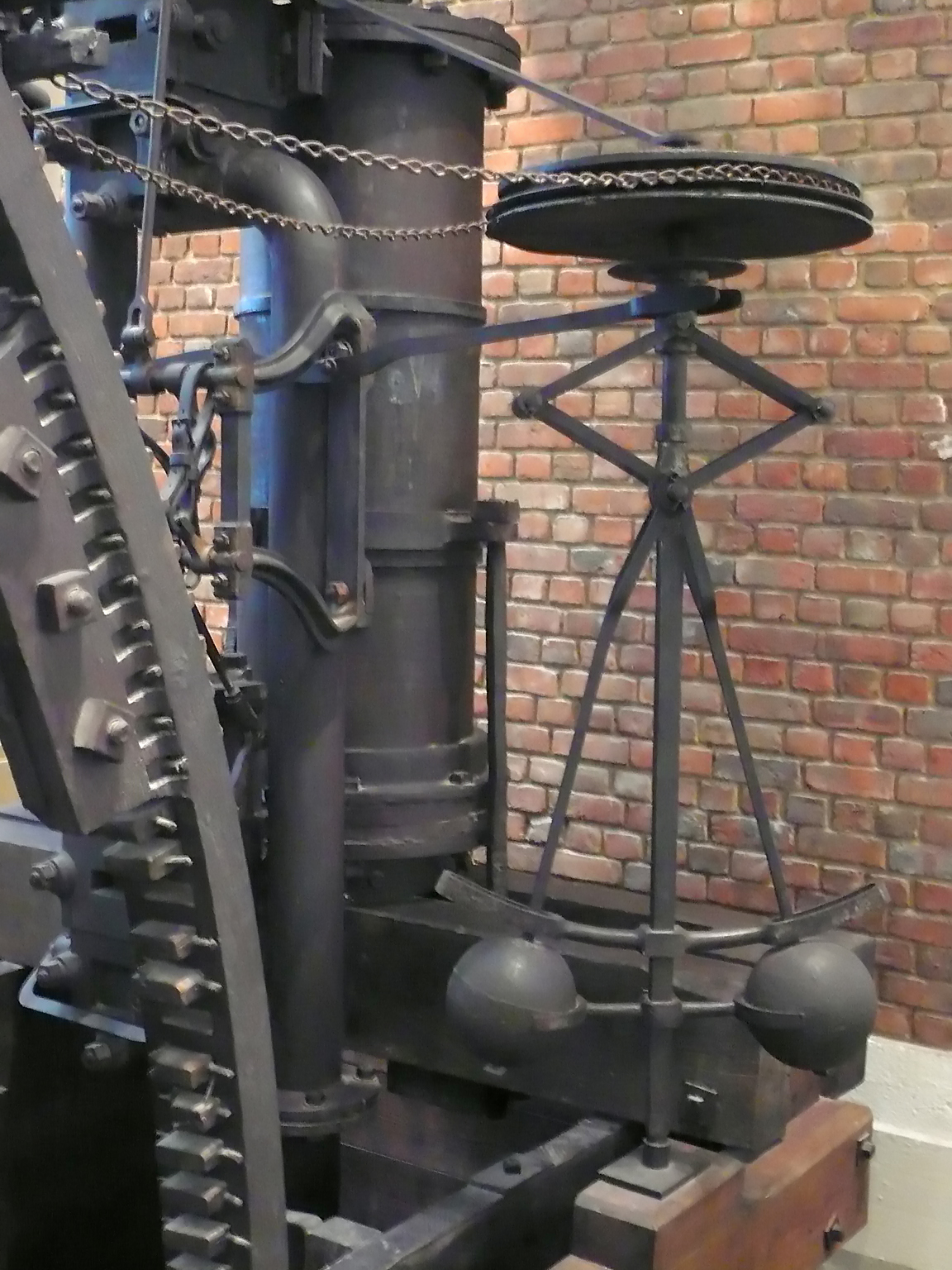
Controlador centrífugo de presión en una máquina de vapor Boulton & Watt de 1788. Cuando la presión del vapor es baja, las dos esferas giratorias dejan entrar el vapor caliente a la caldera donde se almacena a una presión que aumenta progresivamente hasta que llega un momento en el que las esferas giran a gran velocidad, por lo que el pantógrafo (en forma de rombo) sube hasta un punto a partir del cual comienza a liberar vapor, también progresivamente, en el interior de la caldera. Se logra así evitar, por una parte que el vapor se pierda antes de alcanzar una determinada presión y, por otra parte, que la caldera pudiera explotar por una presión excesiva. Un ingenioso y sencillo mecanismo automático de control en el flujo de vapor.

## Teoría de control clásica
Para superar las limitaciones del controlador de lazo abierto, la teoría de control introduce la retroalimentación.
Un controlador de lazo cerrado utiliza la retroalimentación para controlar estados o variables de salida de un sistema dinámico. Su nombre proviene de la trayectoria de la información en el sistema: las entradas del proceso (por ejemplo, la tensión aplicada a un motor eléctrico) tienen un efecto en las salidas del proceso (por ejemplo, la velocidad o el par del motor), que se mide con sensores y es procesado por el controlador; el resultado (la señal de control) se "devuelve" como entrada al proceso, cerrando el bucle.
Los controllladores de bucle cerrado tienen las siguientes ventajas sobre los controladores de lazo abierto:
- Rechazo de perturbaciones (como las colinas en el ejemplo del control de crucero).
- Rendimiento garantizado incluso con incertidumbres del modelo, cuando la estructura del modelo no coincide perfectamente con el proceso real y los parámetros del modelo no son exactos.
- Los procesos de inestabilidad pueden ser estabilizados
- reducción de la sensibilidad a las variaciones de los parámetros
- mejora del rendimiento del seguimiento de la referencia

En algunos sistemas, el control en lazo cerrado y en lazo abierto se utilizan simultáneamente. En tales sistemas, el control de lazo abierto se denomina feedforward y sirve para mejorar aún más el rendimiento del seguimiento de referencia.
Una arquitectura común de control en lazo cerrado es el controlador PID.

## Control con realimentación PID

Un diagrama de bloques de un controlador PID en un lazo de realimentación, r(t) es el valor deseado del proceso o "set point" o "consigna", y y(t) es el valor de proceso medido.

Un controlador proporcional–integral–derivativo (controlador PID) es un mecanismo de realimentación de lazos de control, usado muy ampliamente como método de control.
Un controlador PID calcula de manera continua un valor error e(t) como la diferencia entre el valor o setpoint deseado y la variable de proceso medida y aplica una corrección basada en términos proporcional, integral y derivativo.  PID se refiere a las iniciales de Propoctional-Integral-Derivativo, en referencia a los tres términos que operan con la señal error para producir la señal de control.
La comprensión teórica y los primeros usos se desarrollaron en la década de 1920, y se encuentran implementados en casi todos los sistemas de control análogos; originalmente en controladores mecánicos, y luego utilizando electónica discreta y posteriormente en computadoras de procesos industriales.
El controlador PID es probablemente el diseño de controlador con realimentación más utilizado.
Si u(t) es la señal de control enviada al sistema, y(t) es la salida medida y r(t) es la salida deseada, y e(t) = r(t) − y(t) es el error registrado, un controlador PID tiene la siguiente forma general
{\displaystyle u(t)=K_{P}e(t)+K_{I}\int ^{t}e(\tau ){\text{d}}\tau +K_{D}{\frac {{\text{d}}e(t)}{{\text{d}}t}}.}
La dinámica deseada de lazo abierto se obtiene ajustando los valores de los´tres parámetros KP, KI y KD, a menudo de manera iterativa y sin un conocimiento específico del modelo de la planta. A menudo se puede asegurar la estabilidad usando únicamente el término proporcional. El término integral permite evitar una perturbación escalón (a menudo una especificación en el control de sistemas). El término derivativo es usado para proveer damping or shaping of the response. Los controladores PID son el tipo de sistemas de control más utilizados: sin embargo, no pueden ser utilizados en varios casos más complicados, especialmente si se trata de sistemas con múltiples variables de referencia y múltiples variables de control (sistemas MIMO).
Aplicando una transformación de Laplace se obtiene la ecuación transformada del controlador PID
{\displaystyle u(s)=K_{P}\,e(s)+K_{I}\,{\frac {1}{s}}\,e(s)+K_{D}\,s\,e(s)}
{\displaystyle u(s)=\left(K_{P}+K_{I}\,{\frac {1}{s}}+K_{D}\,s\right)e(s)}
siendo la función de transferencia del controlador PID
{\displaystyle C(s)=\left(K_{P}+K_{I}\,{\frac {1}{s}}+K_{D}\,s\right).}
Como un ejemplo del ajuste de un controlador PID en el sistema de lazo cerrado H(s), considérese una planta de primer orden expresada mediante
{\displaystyle P(s)={\frac {A}{1+sT_{P}}}}
donde A y TP son ciertas constantes. La salida de la planta es realimentada ´mediante
{\displaystyle F(s)={\frac {1}{1+sT_{F}}}}
donde TF es también constante. Si se define {\displaystyle K_{P}=K\left(1+{\frac {T_{D}}{T_{I}}}\right)}, KD = KTD, y {\displaystyle K_{I}={\frac {K}{T_{I}}}}, se peuede expresar la función de transferencia del controlador PID en forma de serie como
{\displaystyle C(s)=K\left(1+{\frac {1}{sT_{I}}}\right)(1+sT_{D})}
Insertando P(s), F(s), y C(s) en la función de transferencia de lazo cerrado H(s), se tiene que asignando
{\displaystyle K={\frac {1}{A}},T_{I}=T_{F},T_{D}=T_{P}}
H(s) = 1. Con el ajuste mostrado en este ejemplo, la salida del sistema se ajusta exactamente a la señal deseada o de referencia.
Sin embargo, en la práctica, un derivador puro no es ni físicamente realizable ni deseable debido a la amplificación del ruido y los modos resonantes en el sistema. Por lo tanto, se suelen utilizar un compensador de avance-retraso (en inglés: phase-lead compensator) o un derivador con filtro pasa-bajos.

### Para Ingeniería Química
- Luyben, William (1989). Process Modeling, Simulation, and Control for Chemical Engineers. Mc Graw Hill. ISBN 0-07-039159-9.